# J-Walk (韓國組合)
J-Walk（韓語：제이워크）為韓國ZAP Entertainment於2002年推出的二人男子音樂組合，由韓國第一代偶像團體水晶男孩成員金在德、張水院組成。2002年3月14日，J-Walk於KMTV音樂節目《Show! Music Tank》以歌曲〈Suddenly〉正式出道。2004年，J-Walk與樂隊Click-B四名成員合組六人團體JNC進行活動。迄今，J-Walk共發行三張正規專輯、兩張迷你專輯與多首單曲。
2016年4月，水晶男孩全體成員於MBC綜藝節目《無限挑戰》企劃特輯《星期六星期六是歌手（六六歌）》第二季首度合體，節目播出後獲得巨大迴響。同年5月，除目前身為事業家的高志溶外，其餘五名成員與YG娛樂簽訂團體約，正式回歸韓國樂壇。目前，金在德及張水院專注於水晶男孩團體活動，J-Walk團體活動則暫時中止。

## 組合資料

### 團名由來
水晶男孩於2000年5月20日正式解散後，六名成員各自發展，其中金在德與張水院攜手組成二人團體繼續進行音樂活動。由於在水晶男孩時期，金在德的Rap帶有濃厚釜山口音，而張水院擔任副唱但每首歌的歌唱部分不多，故未被業界看好。因此，二人決定團體取名為「J-Walk」，團體名稱來自英文單字「jaywalk」，象徵「在創作音樂的過程中，不管有什麼障礙都不會屈服，勇往直前」。

### 粉絲名稱
J-Walk的官方粉絲名稱為「Police」。由於J-Walk團名取自英文單字「jaywalk」，有「違規穿越馬路」之意，故粉絲名稱選用「Police」有著粉絲會時時刻刻關注J-Walk的寓意。

### 成員資料
| 金在德 |  | Kim Jae Duck | 1979年8月7日 · 釜山廣域市沙下區  | 主Rapper、副唱 |
| 張水院 |  | Jang Su Won  | 1980年7月16日 · 首爾特別市瑞草區 | 主唱           |

## 演藝經歷

### 2000年－2001年
2000年5月20日，韓國第一代偶像團體水晶男孩在夢想演唱會作告別演出後正式解散，六名成員各自發展。其中，隊中作為舞蹈及Rap擔當的金在德計劃朝音樂製作人方向發展，而副唱張水院則決定專注學業。由於金在德與張水院均於慶熙大學就讀戲劇電影學系學士課程，二人成為密友，其後更與NANA SCHOOL出身的金鍾秀（김종수，音譯）開辦舞蹈學校SPEC，培育舞蹈人才。在管理舞蹈學校的同時，金在德與張水院計劃聯手籌備專輯，重新開展音樂活動。

### 2002年－2003年
2002年，金在德與張水院加入在水晶男孩時期經常合作的音樂製作人安成日（안성일，音譯）所成立的經紀公司ZAP Entertainment，組成二人團體繼續進行音樂活動。但由於在水晶男孩時期，金在德的Rap帶有濃厚釜山口音，而張水院擔任副唱但每首歌的歌唱部分不多，故未被業界看好。因此，二人決定團體取名為「J-Walk」，團體名稱來自英文單字「jaywalk」，象徵「在創作音樂的過程中，不管有什麼障礙都不會屈服，勇往直前」。
3月14日，J-Walk於KMTV音樂節目《Show! Music Tank》正式出道，演唱由安成日製作的抒情歌曲〈Suddenly〉。由於歌曲風格有別於水晶男孩的舞曲形象，加上主唱張水院展現紮實唱功，讓人眼前一亮。3月23日，J-Walk發行出道專輯《Suddenly》，獲得一片好評，專業評論與市場反應雙雙告捷。主打歌〈Suddenly〉其後更於SBS音樂節目《人氣歌謠》登上一位候補，為當時各自發展的水晶男孩成員之間的最佳成績。
由於首張專輯獲得極大迴響，J-Walk緊接於同年10月15日推出第二張正規專輯《Someday》，同樣受到樂迷喜愛。雖然正規二輯成績不及一輯，但火熱的人氣使J-Walk於年末舉行的「SBS歌謠大戰」與前團員姜成勳共同獲得「人氣獎」。

### 2004年－2005年
由於ZAP Entertainment旗下只有J-Walk一組歌手，加上自正規二輯發行後，新專輯的發行一再延後，使ZAP Entertainment出現嚴重的經營困難，最終被迫停業。J-Walk其後轉投Kiss Entertainment，同門歌手包括女子組合Chakra及樂隊Click-B，其中Click-B為金在德與張水院在水晶男孩時期的同門師弟團。
2004年9月，Kiss Entertainment宣佈J-Walk將與Click-B其中四名成員禹然晳、金泰亨、吳鐘赫、金相赫組成六人企劃組合JNC。9月15日，JNC於KMTV音樂節目《Show! Music Tank》以主打歌〈過了一天 (하루가 지나고)〉出道。10月6日，JNC發行首張正規專輯《The New History Begins》。然而，JNC此後並未有再推出新作品，J-Walk亦於合約到期後離開Kiss Entertainment。

### 2007年－2009年
2007年1月，張水院與造型師共同開設服飾購物中心DRESSMAN，並透露J-Walk正籌備新專輯。10月15日，睽違樂壇五年的J-Walk發行首張迷你專輯《J-Walk 2007 Mini Album》，為J-Walk轉投Vitamin Entertainment後首張音樂作品。同日晚上，J-Walk於首爾大學路Donkey Hall舉行新專輯Showcase暨水晶男孩成立十周年紀念活動，前團員殷志源及李宰鎮亦有出席。
2008年6月2日，在距離J-Walk新專輯發行日期僅餘兩週時，Vitamin Entertainment宣佈金在德將於6月4日入伍。6月9日，J-Walk推出第三張正規專輯《My Love》，其中水晶男孩前團員殷志源參與專輯同名主打歌的Rap部分。由於金在德正在服役，新專輯的宣傳活動由張水院獨自進行。
2009年3月17日，J-Walk發行首張單曲專輯《呼喊愛你 (사랑한다 외쳐요)》，所收錄的專輯同名主打歌及〈心裡 (가슴속)〉兩首單曲均於金在德入伍前完成錄音。12月30日，張水院亦正式入伍，J-Walk團體活動暫時中止。

### 2010年－2012年
2010年4月21日，金在德首先退伍，正式結束為期22個月的兵役。金在德於服役期間與H.O.T.成員Tony An共事並結為好友，兩人退伍後更成為室友，Tony An亦邀請金在德到他創立的娛樂公司TN Nation Entertainment擔任理事一職，負責訓練公司旗下藝人。
2011年9月7日，金在德發行個人首張數位單曲〈Get On The Floor〉，為其退伍後首張以J-Walk成員身份推出的音樂作品。10月20日，張水院正式退伍，結束為期22個月的兵役。
2012年2月23日，J-Walk於退伍後首度合體，為SBS水木迷你連續劇《拜託了，機長》演唱OST〈反〉，該OST其後於3月1日推出。此後金在德主要專注於處理娛樂公司事務及出演綜藝節目，張水院則和朋友一起成立製造制服和麻布的公司，擔任登記理事一職。

### 2013年－2015年
2013年，J-Walk轉投經紀公司A&G Modes。6月3日，J-Walk宣佈將以群眾募資形式製作第二張迷你專輯，於9月份發行回歸樂壇。8月14日中午，J-Walk通過線上音源網站公開了第二張迷你專輯《Love...Painfully》的收錄曲〈Frappuccino〉，發行當天登上Cyworld Music實時榜單第三位、BUGS及Soribada排行榜第四位。11月29日，J-Walk公開第二首收錄曲〈初雪那天 (첫눈 오는 날)〉，並宣佈專輯將於12月中旬推出。12月12日，J-Walk發行迷你專輯《Love...Painfully》，同日公開主打歌〈Painfully〉完整版MV。
2013年9月13日，張水院主演的KBS2 TV週五劇《夫婦診所：愛情和戰爭2》偶像特輯播出，其平淡的表情和沒有抑揚頓挫的語調被謔稱蹩腳演技，招致不少惡評。不料在2014年5月28日播出的MBC綜藝節目《黃金漁場 Radio Star》演技之神特輯中，張水院坦率真誠的態度十分討喜，蹩腳演技反成萌點，因而大受歡迎，讓他在節目播出當下即登上韓網熱搜榜。其後用機器人語氣說著劇中台詞「沒關係嗎？」「嚇到了吧？」一時蔚為熱潮，不僅在各種綜藝節目中被爭相模仿，本人也成為綜藝節目新寵，各方邀約蜂擁而至，甚至以機器人形象接拍多支廣告和宣傳片。
2013年11月26日，金在德和張水院在水晶男孩時期的所屬經紀公司DSP Media宣佈J-Walk將出席於12月14日首度舉行的家族演唱會「DSP Festival」，屆時更會與早前答應出席的前團員殷志源以水晶男孩名義表演，為水晶男孩自2000年解散後睽違十三年的正式舞台。
2014年1月27日，張水院與新人歌手Jui發表合作項目「Never Land Project」的數位單曲〈還需要說什麼 (무슨말이 필요해)〉。
4月24日，J-Walk再推出數位單曲〈保佑 (비나이다)〉，此後J-Walk團體活動以出演綜藝節目為主。

### 2016年－2018年
2016年4月，MBC綜藝節目《無限挑戰》企劃特輯《星期六星期六是歌手（六六歌）》第二季以水晶男孩為特輯主角，六名成員在團體解散16年後首度合體。不僅游擊演唱會大為成功，節目播出後亦獲得巨大迴響，多首當年名曲重新回到音源榜內。成員們的凍齡外貌與更上一層樓的專業實力更是深受好評，也因此讓他們在國民的殷切期待中，順利重返韓國樂壇。5月11日發表官方聲明，除目前身為事業家的高志溶外，其餘五人與YG娛樂簽訂團體約，正式以SECHSKIES之名重啟活動，J-Walk團體活動因而暫時中止。
2018年4月25日，YG娛樂宣佈J-Walk將於6月23日舉行粉絲見面會「J-WALK 2018 PRIVATE STAGE - WALK, PLAY, LOVE」，為組合自轉投YG娛樂後首個粉絲見面會。

## 音樂作品

### 正規專輯
| 專輯 | 專輯資料 | 曲目 |
| 1st  | 首張正規專輯《Suddenly》 - 發行日期：2002年3月23日 - 製作公司：ZAP Entertainment - 發行公司：Next Witz - 格式：CD、卡式錄音帶 - 銷售量：119,317+  | 曲目 1. Just Falling Love 2. 아니／不 3. Suddenly 4. 헤어지던 날／分手的日子 5. Secret 6. Come On 7. 이대로 사랑할께요／就這樣愛你 8. Big Show 9. 나의 첫사랑이자 마지막 사랑／ 我的初戀也是最後的愛 10. 거꾸로 가는 시계／逆行時鐘 11. 슬픈 영화처럼／像悲情電影一樣 12. Suddenly（Classical Ver. MR） |
| 2nd  | 第二張正規專輯《Someday》 - 發行日期：2002年10月15日 - 製作公司：ZAP Entertainment - 發行公司：Next Witz - 格式：CD、卡式錄音帶 - 銷售量：54,410+ | 曲目 1. Please God 2. 아마／也許 3. Someday 4. Half Crazy 5. 다시／再次 6. Chain Of Love 7. I Want 8. 사랑해서 미안해／對不起愛上了你 9. From Me 10. 니가 그립지 않다는 거짓말로／不想念你的謊言 11. Someday（Inst.） 12. Please God（Inst.）                                                           |
| 3rd  | 第三張正規專輯《My Love》 - 發行日期：2008年6月9日 - 製作公司：Vitamin Entertainment - 發行公司：華納音樂 - 格式：CD、數碼音樂下載                | 曲目 1. My Love Feat. 殷志源 2. 참 좋겠어요／真好 3. 아마도／大概也 4. 일년째 프로포즈／第一年的求婚 5. Focus 6. 추억...안녕／回憶...再見 7. 못된 사랑／壞愛情 8. 21세기 우리들의 사랑이야기 Feat. Vink／ 21世紀我們的愛情故事 9. 외사랑／愛情之外 10. 깍지／十指緊扣 11. My Love（Inst.）              |

### 迷你專輯
| 專輯 | 專輯資料 | 曲目 |
| 1st  | 首張迷你專輯《J-Walk 2007 Mini Album》 - 發行日期：2007年10月15日 - 製作公司：VItamin Entertainment - 發行公司：華納音樂 - 格式：CD、數碼音樂下載 | 曲目 1. 여우비／太陽雨 2. 외사랑／愛情之外 3. Focus 4. 여우비／太陽雨 J Beat Mix Feat. 明俊 5. 외사랑／愛情之外（Acoustic Ver.） 6. Focus（Inst.） 7. 외사랑／愛情之外（Inst.） 8. 여우비／太陽雨（Inst.） |
| 2nd  | 第二張迷你專輯《Love...Painfully》 - 發行日期：2013年12月12日 - 製作、發行公司：A&G Modes - 格式：CD、數碼音樂下載                                | 曲目 1. 첫눈 오는 날／初雪那天 2. 너만 있으면 (눈 덮인 가로수길)／ 只要有你 (白雪覆蓋的林蔭路) 3. 애써／Painfully Feat. Zizo 4. 프라프치노／Frappuccino Feat. Timber 5. 애써／Painfully（Inst.）           |

### 數位單曲
| 專輯 | 專輯資料 | 曲目                                                                                      |
| 1st  | 《呼喊愛你 (사랑한다 외쳐요)》 - 發行日期：2009年3月17日 - 製作公司：VItamin Entertainment - 發行公司：華納音樂          | 曲目 1. 사랑한다 외쳐요／呼喊愛你 Feat. Miryo 2. 가슴속／心裏                             |
| 2nd  | 《Get On The Floor》 - 發行日期：2011年9月7日 - 製作公司：VItamin Entertainment - 發行公司：華納音樂                     | 曲目 1. Get On The Floor Feat. Sei 2. Get On The Floor（MR）                              |
| 3rd  | 《Frappuccino》 - 發行日期：2013年8月14日 - 製作、發行公司：A&G Modes                                                    | 曲目 1. 프라프치노／Frappuccino Feat. Timber 2. 프라프치노／Frappuccino（Inst.）          |
| 4th  | 《初雪那天 (첫눈 오는 날)》 - 發行日期：2013年11月29日 - 製作、發行公司：A&G Modes                                       | 曲目 1. 첫눈 오는 날／初雪那天                                                            |
| 5th  | 《還需要說什麼 (무슨말이 필요해)》 - 發行日期：2013年11月29日 - 製作公司：Never Land Entertainment - 發行公司：K&C MUSIC | 曲目 1. 무슨말이 필요해／還需要說什麼 Feat. Jui 2. 무슨말이 필요해／還需要說什麼（Inst.） |
| 6th  | 《保佑 (비나이다)》 - 發行日期：2014年4月24日 - 製作、發行公司：A&G Modes                                                | 曲目 1. 비나이다／保佑 2. 비나이다／保佑（Inst.）                                         |

### 其他歌曲
| 形式 | 發佈日期       | 專輯名稱                         | 歌曲名稱                                 | 參與成員 | 合作歌手       |
| 合輯 | 2002年11月1日  | 全永祿30週年致敬專輯「傳說」     | 아직도 어두운 밤인가봐／至今還是黑暗的夜 | 全員     | 不適用         |
| OST  | 2003年4月6日   | SBS《千年之愛》OST               | 독백／From Me                            | 張水院   | 不適用         |
| 專輯 | 2003年4月18日  | 002 J2                           | 우리-만남과 떠남／遇離-相遇與分離        | 全員     | 李宰鎮、姜成勳 |
| OST  | 2004年2月4日   | MBC《天生緣分》OST               | 이별이란／所謂離別                       | 張水院   | 不適用         |
| 合輯 | 2004年7月23日  | KISS in the Rain 2004            | I Know                                   | 全員     | 不適用         |
| 合輯 | 2007年12月21日 | Somewhere Over The Rainbow Vol.6 | Couple                                   | 全員     | 孫淡妃         |
| 合輯 | 2008年8月5日   | In The Season - 2008 Summer      | 안타까워／焦急                           | 全員     | 不適用         |
| 專輯 | 2008年11月28日 | 男人們的離別故事                 | 널 잊을 수가 없어／無法忘記你            | 張水院   | 河賢坤Factory  |
| 單曲 | 2010年7月13日  | You're My V.I.P                  | You're My V.I.P                          | 張水院   | 殷志源         |
| OST  | 2012年3月1日   | SBS《拜託了，機長》OST Part.5    | 반／反                                   | 全員     | 不適用         |

## 獎項
| 年份   | 頒獎禮名稱          | 獎項         | 提名項目 | 結果 | 來源   |
| 2002年 | Mnet KM音樂錄像帶節 | 最佳男子組合 | J-Walk   | 提名 | [ 34 ] |
| 2002年 | SBS歌謠大戰         | 人氣獎       | J-Walk   | 獲獎 | [ 7 ]  |

## 外部連結
- J-Walk官方網站
- 官方粉絲俱樂部Police （页面存档备份，存于）
- 金在德的Instagram帳戶・金在德的Facebook專頁・金在德的X（前Twitter）
- 張水院的Instagram帳戶・張水院的X（前Twitter）